# Jordan Rapp
Jordan Rapp (* 28. Juli 1980 in Tarrytown) ist ein ehemaliger Duathlet und Triathlet aus den Vereinigten Staaten. Er ist mehrfacher Ironman-Sieger (2009, 2011, 2012, 2015), Weltmeister auf der Triathlon-Langdistanz (2011) und wird in der Bestenliste US-amerikanischer Triathleten auf der Ironman-Distanz geführt.

## Werdegang
Jordan Rapp studierte Luftfahrt- und Maschinenbauwesen an der Princeton University in New Jersey.

### Profi-Triathlet seit 2003
Seit 2003 startet er als Profi-Triathlet.
Er konnte bis heute sechs Mal über die Ironman-Distanz (3,86 km Schwimmen, 180,2 km Radfahren und 42,195 km Laufen) gewinnen.

### Ironman-Sieger 2009
Im August 2009 konnte er beim Ironman Canada sein erstes Ironman-Rennen gewinnen. Im November 2009 heiratete er seine Frau Jill. Jordan Rapp startet für das PBN-Team, sein Spitzname ist Rappstar und er wird trainiert vom Dänen Michael Kruger.
Im März 2010 zog er sich bei einem Trainingsunfall mit dem Rad schwere Verletzungen zu und startete dann im November wieder beim Ironman Arizona, wo er den vierten Rang belegte.

### Weltmeister Triathlon Langdistanz 2011
Auf der Triathlon-Langdistanz holte er sich im November 2011 in Nevada mit fast drei Minuten Vorsprung auf den für Australien startenden Joseph Gambles den Weltmeistertitel.
Im Februar 2018 erklärte er seine Zeit als Profi-Athlet für beendet.

## Sportliche Erfolge
| Datum/Jahr    | Rang | Wettbewerb                                           | Austragungsort   | Zeit     | Bemerkung                                                                                                |
| ------------- | ---- | ---------------------------------------------------- | ---------------- | -------- | --- |
| 13. Mai 2017  | 7    | Ironman 70.3 Santa Rosa                              | Sonoma County    | 03:58:15 | |
| 19. März 2017 | 5    | Ironman 70.3 Campeche                                | Campeche         | 04:03:49 | bei der Erstaustragung                                                                                   |
| 20. Juli 2014 | 10   | Ironman 70.3 Racine                                  | Racine           | 03:56:46 | |
| 29. Juni 2014 | 2    | Ironman 70.3 Buffalo Springs Lake                    | Lubbock          | 04:00:28 | |
| 5. Mai 2014   | 4    | USA Middle Distance Triathlon National Championships | St. George       | 03:54:34 | Nationale Meisterschaften auf der Mitteldistanz beim Ironman 70.3 St. George                             |
| 6. Mai 2012   | 2    | Wildflower Triathlon                                 | Lake San Antonio |          | Zweiter in Kalifornien (1,9 km Schwimmen, 90 km Radfahren und 21,1 km Laufen)                            |
| 31. Juli 2011 | 2    | Ironman 70.3 Calgary                                 | Calgary          | 04:02:38 | [ 6 ] |
| 12. Juli 2009 | 1    | Vancouver International Half-Ironman                 | Vancouver        | 03:53:17 | Jordan Rapp gewinnt in British Columbia an der Westküste Kanadas – neben Magali Tisseyre bei den Frauen. |
| 2. Mai 2009   | 4    | Wildflower Triathlon                                 | Lake San Antonio | 04:04:15 | [ 8 ] |

| Datum/Jahr    | Rang | Wettbewerb                                      | Austragungsort | Zeit     | Bemerkung                                                                                     |
| ------------- | ---- | ----------------------------------------------- | -------------- | -------- | --------------------------------------------------------------------------------------------- |
| 5. Aug. 2017  | 3    | Norseman Xtreme Triathlon                       | Eidfjord       | 10:09:41 |                                                                                               |
| 12. Juni 2016 | 7    | Ironman Cairns                                  | Cairns         | 08:38:48 | [ 9 ]                                                                                         |
| 15. Nov. 2015 | 5    | Ironman Arizona                                 | Tempe          | 08:08:05 |                                                                                               |
| 16. Aug. 2015 | 1    | Ironman Mont-Tremblant                          | Québec         | 08:17:37 |                                                                                               |
| 16. Nov. 2014 | 3    | Ironman Arizona                                 | Tempe          | 08:03:14 |                                                                                               |
| 17. Mai 2014  | 4    | Ironman Texas                                   | The Woodlands  | 08:17:58 |                                                                                               |
| 17. Nov. 2013 | 2    | Ironman Arizona                                 | Tempe          | 08:06:13 | Zweiter hinter dem Spanier Victor Del Corral Morales – mit persönlicher Ironman-Bestzeit      |
| 13. Okt. 2012 | 13   | Ironman Hawaii                                  | Hawaii         | 08:42:49 |                                                                                               |
| 11. Aug. 2012 | 1    | Ironman New York                                | New York City  |          |                                                                                               |
| 19. Mai 2012  | 1    | Ironman Texas                                   | The Woodlands  | 08:10:44 |                                                                                               |
| 20. Nov. 2011 | DNF  | Ironman Arizona                                 | Tempe          | –        |                                                                                               |
| 5. Nov. 2011  | 1    | ITU Long Distance Triathlon World Championships | Henderson      | 05:00:15 | Weltmeister auf der Triathlon-Langdistanz (4 km Schwimmen, 120 km Radfahren und 30 km Laufen) |
| 28. Aug. 2011 | 1    | Ironman Canada                                  | Penticton      | 08:28:09 |                                                                                               |
| 21. Nov. 2010 | 4    | Ironman Arizona                                 | Tempe          | 08:16:45 | Der Titelverteidiger erzielte nach seinem schweren Radsturz im Frühjahr den vierten Rang.     |
| 22. Nov. 2009 | 1    | Ironman Arizona                                 | Tempe          | 08:13:35 | Sieg mit neuem Streckenrekord                                                                 |
| 30. Aug. 2009 | 1    | Ironman Canada                                  | Penticton      | 08:25:13 |                                                                                               |
| 23. Nov. 2008 | 3    | Ironman Arizona                                 | Tempe          | 08:19:45 | [ 11 ]                                                                                        |
| 6. Apr. 2008  | 3    | Ironman Arizona                                 | Tempe          | 08:35:04 |                                                                                               |
| 26. Aug. 2007 | 5    | Ironman Canada                                  | Penticton      | 08:51:32 |                                                                                               |

(DNF – Did Not Finish)